# Syphacia
Syphacia är ett släkte av rundmaskar. Syphacia ingår i familjen Oxyuridae.
Kladogram enligt Catalogue of Life och Dyntaxa:
| Syphacia | \| \| Syphacia muris \| \| \| \| \| \| Syphacia obvelata \| \| \| \| |
|          | \| \| Syphacia muris \| \| \| \| \| \| Syphacia obvelata \| \| \| \| |
|          | Aspicularis                                                          |
|          |                                                                      |
|          | Enterobius                                                           |
|          |                                                                      |
|          | Mehdiella                                                            |
|          |                                                                      |
|          | Oxyuris                                                              |
|          |                                                                      |
|          | Passalurus                                                           |
|          |                                                                      |
|          | Probstmayria                                                         |
|          |                                                                      |
|          | Skrjabinema                                                          |
|          |                                                                      |
|          | Syphacia muris                                                       |
|          |                                                                      |
|          | Syphacia obvelata                                                    |
|          |                                                                      |

|  | Syphacia muris    |
|  |                   |
|  | Syphacia obvelata |
|  |                   |